# ジョージ・フィリップ・ウェルズ
ジョージ・フィリップ・ウェルズ（George Philip Wells, 1901年7月17日 - 1985年9月27日）は、イギリスのサイエンス・フィクション作家H・G・ウェルズの息子であり、動物学者・著作家であった。"The Science of Life"は彼と、父およびジュリアン・ハクスリーの共著である。アウンドル・スクール（Oundle School）の生徒であった彼は、イギリスの学校で現代語としてロシア語を学んだ最初の学級に所属していた。彼は1920年に父のソビエト連邦訪問に同行し、ロシア語の通訳を務め、また動物学を学ぶロシア人学生たちと意見交換を行なった。彼はケンブリッジ大学トリニティ・カレッジへの入学時には総代を務め、また一年生のうちは首席の学生であった。
G・P・ウェルズは比較生理学者として、無脊椎動物の門の幾つかを研究対象とした。彼は、それらの動物の、海水の塩分濃度やイオンバランスの変化に対する耐久力を測定し、また陸生腹足類の水分生理について分析を行なった。
経歴の後半、彼はユニヴァーシティ・カレッジ・ロンドン動物学部の教員であり、最終的には教授となった。彼の動物学的知識は極めて広範に渡り、その主たる研究は多毛綱トゴカイ目タマシキゴカイ科のArenicolaに関するものであった。彼は巧妙な手法によってその生態を観察し、その行動の多くを司る律動が食道で起きていることを明らかにした。そのような自発的な律動活動は多毛類の多くで見られる。
彼はその愛称「ジップ」（"Gip"）でも広く知られており、この名前は父の短編小説「魔法の店」（The Magic Shop）にも登場する。彼は1955年に王立協会のフェローに選出された。